# André Chénier (film)
Pour plus de détails, voir Fiche technique et Distribution.
André Chénier est un court-métrage muet français réalisé par Louis Feuillade et Étienne Arnaud, sorti en 1910.

## Synopsis
Évocation du poète André Chénier et de son parcours jusqu'à la guillotine.

## Fiche technique
- Titre original : André Chénier
- Réalisation : Louis Feuillade et Étienne Arnaud
- Société de production : Société des Établissements Gaumont
- Société de distribution : Société des Établissements Gaumont
- Pays de production :  France
- Langue originale : français
- Format : noir et blanc — 35 mm — 1,37:1 — Muet
- Genre : drame
- Durée : 15 minutes
- Dates de sortie : 1910

## Distribution
- Léonce Perret : André Chénier
- Edmond Bréon : Marie-Joseph Chénier
- René Navarre : le docteur Guillotin
- René Alexandre
- Renée Carl
- Alice Tissot
- Marthe Vinot
- Maurice Vinot
- Georges Wague